# Kepler-65c
Kepler-65c es uno de los tres planetas extrasolares que orbitan la estrella Kepler-65. Fue descubierta por el método de tránsito astronómico en el año 2013. Kepler-65c fue encontrado por la misión Kepler. Es muy probable que las señales de tránsito sean causadas por planetas debido a argumentos estadísticos, ya que el sistema parece albergar tres planetas y significativas variaciones de temporización de tránsito. Está en resonancia 7:5 con Kepler-65d.